# Мужская голова в профиль
«Мужская голова в профиль» — картина испанского художника Диего Веласкеса из собрания Государственного Эрмитажа.
На картине изображён в профиль черноволосый мужчина с небольшими усами, он имеет несколько удивлённое выражение лица; одет в жёлтую куртку с белым воротником. Слева внизу красной краской нанесены цифры 4145 — они соответствуют номеру картины в первом рукописном каталоге Эрмитажа, начатом в 1797 году.
Картина написана около 1616—1617 годов. Хранитель испанской живописи в Государственном Эрмитаже Л. Л. Каганэ так мотивировала эту датировку:

Картины бытового жанра Веласкес писал в юности, когда жил в Севилье. В этот период он увлекался светотеневой манерой. Плотная живопись, насыщенный жёлтый цвет одежды в сочетании с глубоким чёрным цветом волос, ярко освещённое лицо на глубоком тёмном фоне, треугольник света на шее, резко прочерченные морщины на лбу характерны для наиболее ранних картин Веласкеса.

Ранняя история картины неизвестна, она была приобретена для Эрмитажа в Амстердаме из собрания английского банкира У. Кузвельта, шла под названием «Голова испанца в профиль» и была атрибутирована Веласкесу.
В 1860—1861 годах картину осмотрел Г. Ф. Вааген, приглашённый в Эрмитаж для консультаций. По итогам исследований он назвал картину «Портрет молодого крестьянина», в результате чего под этим названием она публиковалась вплоть до 1958 года, когда обозначение персонажа как крестьянина было признано несостоятельным, поскольку Веласкес в основном писал быт горожан; тогда же картине было дано нынешнее официальное название «Мужская голова в профиль». Также Вааген приписал авторство картины Сурбарану, хотя при этом отметил, что она отличается от обычных произведений этого художника. Имя Веласкеса было возвращено в 1912 году под вопросом, а в 1913 году было указано на сходство персонажей эрмитажной и будапештской картин. Тем не менее сомнения в авторстве Веласкеса возникали в дальнейшем неоднократно, и в Эрмитаже официально картина не один раз меняла атрибуцию от самого Веласкеса до работы учеников из его мастерской.
В 1975 году была опубликована рентгенограмма, на которой видно, что под верхним живописным слоем имеется записанное изображение другой мужской головы с открытым ртом. По мнению И. М. Левиной, здесь имеется определённое сходство с центральным персонажем картины Веласкеса «Музыкальное трио», хранящейся в Берлинской картинной галерее.
В настоящее время авторство Веласкеса признаётся большинством исследователей.

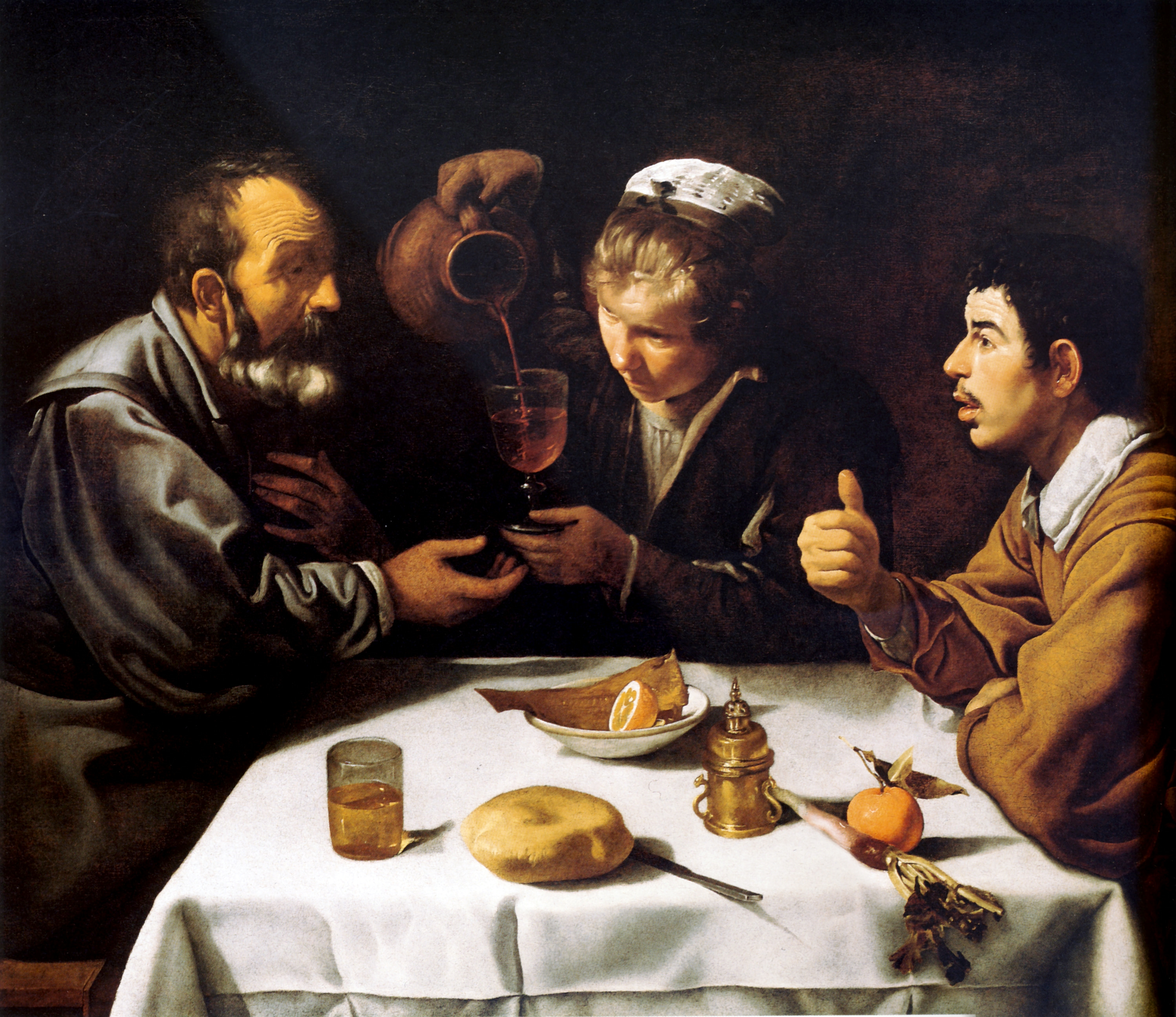
Веласкес. «Завтрак». Около 1618—1619. Музей изобразительных искусств (Будапешт)

В литературе картину часто называют этюдом, однако это не так. Фактически этот портрет является фрагментом несохранившейся большой картины Веласкеса, чем объясняется необычное выражение лица персонажа — скорее всего он являлся участником большой многофигурной сцены, в которой общался с другими людьми. При исследовании картины в реставрационных мастерских Эрмитажа выявилось, что холст обрезан по краске со всех четырёх сторон, причём на нитях холста только по правому краю имеются следы натяжения на старый подрамник. Косвенным свидетельством того, что картина представляет собой фрагмент другой большой картины, является работа Веласкеса «Завтрак» из Музея изобразительных искусств в Будапеште: на ней справа изображён персонаж, имеющий значительное сходство (как портретное, так и в выражении лица и одежде), с человеком с эрмитажной картины.
В настоящее время картина не выставляется в основной экспозиции Эрмитажа, но периодически участвует в выставках, проводимых в различных музеях мира (в Сеуле в 1991 году, в Турку в 1994 году, в Эдинбурге в 1996 году, в Севилье и Мадриде в 2001—2002 годах, в Севилье и Бильбао в 2005—2006 годах, в Павии в 2009 году, в Саратове в 2010 году и Казани в 2011 году, в Выборге в 2013 году).